# 유원상
유원상(柳元相, 1986년 6월 17일~)은 전 KBO 리그 KT 위즈의 투수이다. 그의 아버지는 전 KBO 리그 빙그레 이글스의 포수인 유승안이고, 그의 동생은 KBO 리그 전 KIA 타이거즈의 내야수, 지명타자인 유민상이다.

## 아마추어 시절
아버지 유승안이 미국으로 지도자 연수를 떠나 동생과 함께 잠시 미국에 있었고, 귀국해 북일고등학교에 입학했다. 그래서 동갑인 선수들보다 1년 늦게 고등학교를 졸업하고 프로에 입단했다. 북일고등학교 3학년 때인 2005년에 제 12회 무등기 전국고교야구대회에서 팀을 우승으로 이끌며 최우수 선수상을 수상했다. 광주동성고등학교의 한기주, 광주제일고등학교의 나승현과 함께 고교 투수 빅 3로 관심을 모았다. 그러나 제구 난조로 1군에는 2007년 9월에 처음 올라왔다.

## 한화 이글스시절

### 2006년
1차 지명을 받아 입단하였다. 입단 조건은 계약금 5억 5,000만원(옵션 1억 5,000만원), 연봉 2,000만원이었다. 입단 후 주로 선발 투수로 등판했다.

### 2009년
선발 투수로 기대를 모았으나, 6경기에 선발 등판해 승리 없이 2패, 6점대 평균자책점으로 부진하고 5월 10일 2군으로 강등됐다. 그 해 5승(모두 선발)(다음 해 본인의 최다 선발승 타이) 10패, 6점대 평균자책점을 기록했다.

### 2010년
시즌 전 김혁민과 함께 팀 내 5선발 자리를 놓고 경쟁했다. 그 결과, 시범 경기와 연습 경기를 통해 준수한 성적을 거둬 5선발로 낙점됐다. 그 해 김혁민은 어깨 부상으로 재활군으로 내려가 일찌감치 시즌을 접었다. 후에 경쟁을 통해 고정적인 2선발 자리를 차지했다. 그는 롯데전 5이닝 5실점을 제외한 나머지 4경기에서 27이닝 4실점으로 호투했다. 4월 23일 LG전에서 데뷔 첫 완봉승을 기록했다.

### 2011년
승리 없이 1패, 3홀드, 6점대 평균자책점으로 부진하다 그 해 7월 11일 투수 양승진과 함께 김광수를 상대로 LG 트윈스에 트레이드됐다.

## LG 트윈스시절

### 2012년
트레이드 후 당시 투수코치였던 차명석의 권유로 2012년에 선발에서 셋업맨으로 완전히 전향했다. 2012년에 셋업맨으로 전향하며 당시 마무리였던 봉중근과 최강의 불펜을 이끌었다. 당시 선발이었던 주키치, 셋업맨인 그, 마무리 봉중근 3인의 이니셜을 본뜬 '주유봉'이라고 불렸다. 21홀드를 기록하며 셋업맨으로 좋은 모습을 보여줬으며, 2013년에 WBC 국가대표팀에 발탁됐다. 그리고 2014년에도 좋은 모습을 보이며 그 해 아시안게임에 국가대표로 선발됐다. 2015년부터는 계속 부진했다.

## NC 다이노스시절
2018년 KBO 리그 2차 드래프트를 통해 이적하였다. 그의 동생인 유민상도 2018년 KBO 리그 2차 드래프트를 통해 kt 위즈에서 KIA 타이거즈로 이적하였다.

## KT 위즈시절
2019년 12월 4일에 입단하였다. 2021년 10월 13일 방출되었다.

## 에피소드
- 잠시 해태 타이거즈를 거친 것만 다를 뿐 아버지 유승안은 MBC 청룡에서 데뷔해 트레이드된 후 빙그레 이글스에서 현역을 마친 것과 반대로, 그는 빙그레 이글스의 후신 팀인 한화 이글스에서 데뷔해 트레이드로 MBC 청룡의 후신 팀인 LG 트윈스로 가게 됐다.[8]

## 출신 학교
- 서울둔촌초등학교
- 잠신중학교
- 북일고등학교
- 목원대학교

## 통산 기록
| 연도 | 팀명   | 평균자책점 | 경기 | 완투 | 완봉 | 승 | 패 | 세 | 홀 | 승률  | 타자 | 이닝  | 피안타 | 피홈런 | 볼넷 | 사구 | 탈삼진 | 실점 | 자책점 |
| ---- | ------ | ---------- | ---- | ---- | ---- | -- | -- | -- | -- | ----- | ---- | ----- | ------ | ------ | ---- | ---- | ------ | ---- | ------ |
| 2007 | 한화   | 2.84       | 8    | 0    | 0    | 2  | 1  | 1  | 0  | 0.667 | 76   | 19    | 14     | 2      | 9    | 0    | 13     | 6    | 6      |
| 2008 | 한화   | 4.66       | 32   | 0    | 0    | 5  | 4  | 0  | 1  | 0.556 | 559  | 123.2 | 128    | 8      | 77   | 2    | 77     | 71   | 64     |
| 2009 | 한화   | 6.64       | 24   | 0    | 0    | 5  | 10 | 0  | 0  | 0.333 | 510  | 107   | 130    | 23     | 69   | 6    | 57     | 83   | 79     |
| 2010 | 한화   | 5.50       | 29   | 1    | 1    | 5  | 14 | 0  | 0  | 0.263 | 644  | 142.1 | 164    | 20     | 69   | 2    | 82     | 89   | 87     |
| 2011 | LG     | 6.29       | 34   | 0    | 0    | 1  | 5  | 0  | 3  | 0.167 | 279  | 63    | 75     | 10     | 20   | 2    | 44     | 46   | 44     |
| 2012 | LG     | 2.19       | 58   | 0    | 0    | 4  | 2  | 3  | 21 | 0.667 | 301  | 74    | 70     | 4      | 13   | 2    | 43     | 20   | 18     |
| 2013 | LG     | 4.78       | 37   | 0    | 0    | 2  | 1  | 1  | 8  | 0.667 | 166  | 37.2  | 48     | 2      | 11   | 2    | 19     | 23   | 20     |
| 2014 | LG     | 4.37       | 66   | 0    | 0    | 4  | 5  | 0  | 16 | 0.444 | 289  | 68    | 67     | 6      | 23   | 2    | 49     | 35   | 33     |
| 2015 | LG     | 5.59       | 25   | 0    | 0    | 1  | 1  | 0  | 1  | 0.500 | 163  | 37    | 44     | 6      | 12   | 2    | 22     | 26   | 23     |
| 2016 | LG     | 6.38       | 19   | 0    | 0    | 2  | 1  | 0  | 1  | 0.667 | 115  | 24    | 31     | 3      | 13   | 2    | 15     | 18   | 17     |
| 2017 | LG     | 6.14       | 6    | 0    | 0    | 0  | 0  | 0  | 0  | -     | 36   | 7.1   | 8      | 0      | 4    | 2    | 1      | 6    | 5      |
| 2018 | NC     | 6.46       | 41   | 0    | 0    | 1  | 4  | 0  | 5  | 0.200 | 225  | 47.1  | 63     | 5      | 17   | 5    | 30     | 37   | 34     |
| 2019 | NC     | 5.23       | 15   | 0    | 0    | 0  | 3  | 1  | 0  | 0.000 | 93   | 20.2  | 21     | 2      | 9    | 1    | 14     | 15   | 12     |
| 2020 | kt     | 3.80       | 62   | 0    | 0    | 2  | 1  | 2  | 9  | 0.667 | 271  | 64    | 52     | 8      | 28   | 1    | 37     | 32   | 27     |
| 2021 | kt     | 6.08       | 11   | 0    | 0    | 1  | 1  | 0  | 1  | 0.500 | 62   | 13.1  | 15     | 0      | 7    | 0    | 13     | 10   | 9      |
| 통산 | 15시즌 | 5.07       | 467  | 1    | 1    | 35 | 53 | 8  | 66 | 0.398 | 3789 | 848.1 | 930    | 99     | 381  | 31   | 516    | 517  | 478    |

## 가족 관계
- 아버지는 유승안 전직 야구선수였다.
- 아내인 김보경씨와 2014년 결혼했으나, 2022년 7월 29일, 아내인 김보경씨가 사망함에 따라 사별하였다.